# 阿爾佛雷德·恩佐
阿爾佛雷德·恩佐（英語：Alfred Baphethuxolo Nzo，1925年6月19日—2000年1月13日），是南非政治人物，曾於1969年至1991年間擔任非洲民族議會任期最長的總書記，以及曼德拉政府的外交事務部長等職務。

## 外部連結
- Porträt bei sahistory.org.za （页面存档备份，存于）
- Nachruf und Biografie auf der ANC-Website